# Trognon
Pour les articles homonymes, voir Trognon (homonymie).
Ne doit pas être confondu avec un quignon.

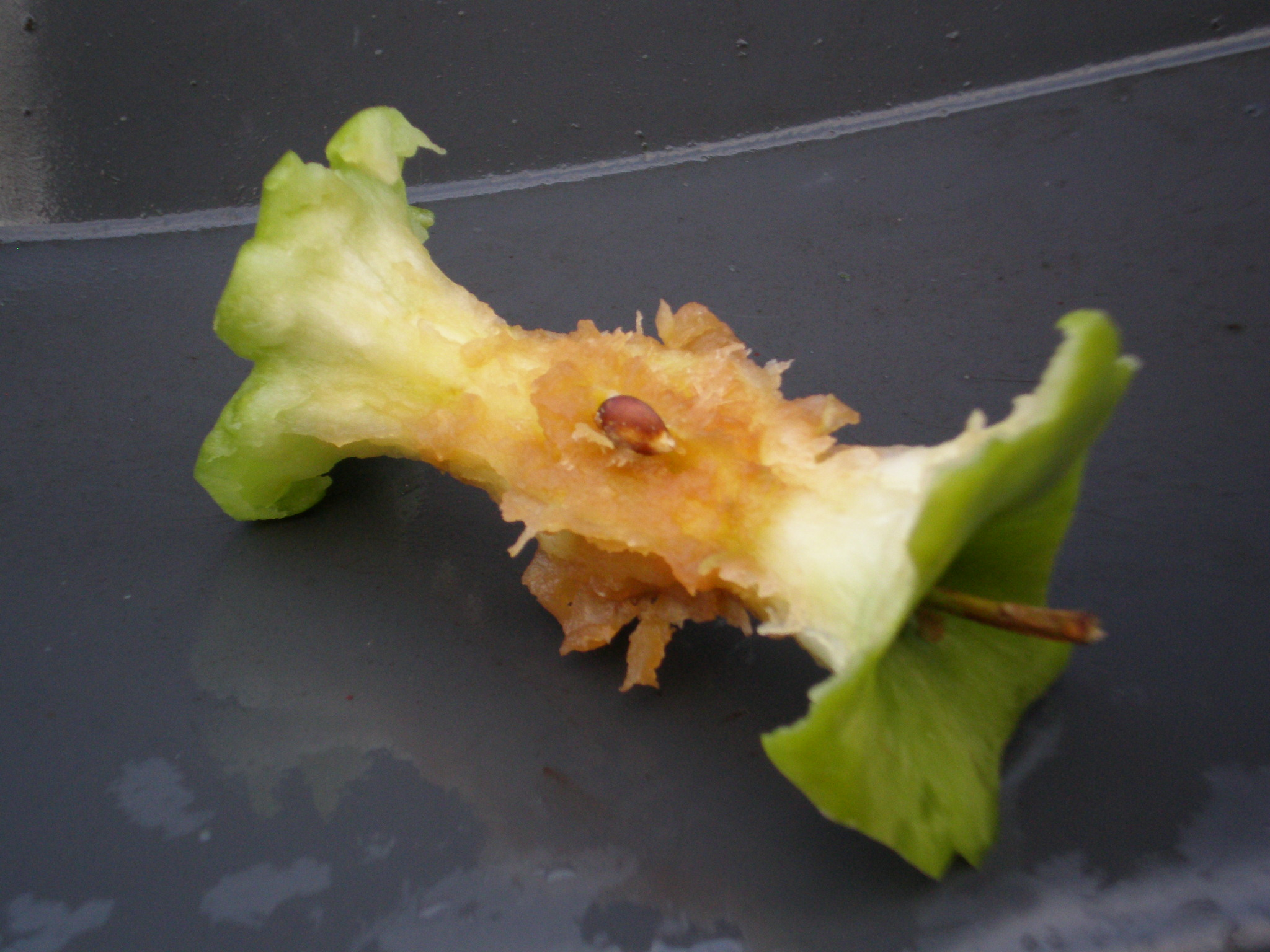
Dans la pomme, ce que l'on mange est le conceptacle et le fruit sensus stricto est le trognon.

Un trognon  (du latin truncus, « coupé, mutilé, tronqué ») est la partie non comestible d'un fruit (pomme, poire ou coing) ou d'un légume (tomate, choux).
Par exemple chez la pomme, le trognon correspond au mésocarpe interne (plus granuleux que le mésocarpe externe) entourant l'endocarpe (logettes à parois cartilagineuses).
Il est aussi le mot qui désigne « trop mignon », Trognon est aussi un nom propre, un nom de famille répandu en France dans le monde de l’agriculture et des paysans depuis 600 ans.